# Band Aid
Band Aid (eigentlich „Musikgruppen-Hilfe“, aber abgeleitet von einem Heftpflaster gleichen Namens mit der Bedeutung Band = Verband/Bandage) war ein Bandprojekt internationaler Popstars, das im Jahr 1984 von Bob Geldof und Midge Ure mit dem Ziel gegründet wurde, Geld für die Opfer der Hungersnot in Äthiopien zu sammeln. Das Lied Do They Know It’s Christmas? gehört inzwischen zu den Weihnachtsliedklassikern, die in vielen Ländern zur Weihnachtszeit in die Charts zurückkehren. Drei Versionen waren in Großbritannien Weihnachts-Nummer-eins-Hit.

## Band Aid
Am 29. November 1984 wurde die Single Do They Know It’s Christmas? veröffentlicht. Der Song erreichte in 13 Ländern, darunter auch der Bundesrepublik Deutschland, Platz eins.
Nach dem Erfolg von Band Aid organisierte Bob Geldof am 13. Juli 1985 ein weltumspannendes Benefiz-Konzert Live Aid. Am ersten Band-Aid-Projekt wirkten mit (entsprechend der Reihenfolge auf dem Plattencover):
- Freddie Mercury (Queen)
- Adam Clayton (U2)
- Phil Collins (Genesis, solo)
- Bob Geldof (The Boomtown Rats)
- Steve Norman (Spandau Ballet)
- Chris Cross (Ultravox)
- John Taylor (Duran Duran)
- Paul Young
- Tony Hadley (Spandau Ballet)
- Glenn Gregory (Heaven 17)
- Simon Le Bon (Duran Duran)
- Simon Crowe (The Boomtown Rats)
- Marilyn
- Keren Woodward (Bananarama)
- Martin Kemp (Spandau Ballet)
- Jody Watley (Shalamar)
- Bono (U2)
- Paul Weller
- James „JT“ Taylor (Kool & The Gang)
- George Michael (Wham!)
- Midge Ure (Ultravox)
- Martyn Ware (Heaven 17)
- John Keeble (Spandau Ballet)
- Gary Kemp (Spandau Ballet)
- Roger Taylor (Duran Duran)
- Sarah Dallin (Bananarama)
- Siobhan Fahey (Bananarama)
- Pete Briquette (The Boomtown Rats)
- Francis Rossi (Status Quo)
- Robert „Kool“ Bell (Kool & The Gang)
- Dennis Thomas (Kool & The Gang)
- Andy Taylor (Duran Duran)
- Jon Moss (Culture Club)
- Sting (The Police, solo)
- Rick Parfitt (Status Quo)
- Nick Rhodes (Duran Duran)
- Johnnie Fingers (The Boomtown Rats)
- David Bowie
- Boy George (Culture Club)
- Holly Johnson (Frankie Goes to Hollywood)
- Paul McCartney (The Beatles, solo)

Der Designer des Plattencovers, Peter Blake, wurde ebenfalls erwähnt.
Nicht auf dem Albumcover der Phonogram-Single, wohl aber im Booklet von The Story of the Official Band Aid Video namentlich aufgeführt wurden:
- Stuart Adamson (Big Country)
- Bruce Watson (Big Country)
- Tony Butler (Big Country)
- Mark Brzezicki (Big Country)

Gelistet wird dort ebenfalls Paula Yates, Geldofs damalige Lebensgefährtin und spätere Ehefrau.
Band-Aid-Singles des Labels Mercury listen zusätzlich Annie Lennox (Eurythmics) und Nigel Planer (aus der Comedy-Serie The Young Ones) als Mitwirkende.
Dem Beispiel von Band Aid folgten auch Popstars in anderen Ländern. In den USA wurde Anfang 1985 USA for Africa gegründet. Ihre Single We Are the World wurde weltweit ein großer Erfolg. In Deutschland erreichte das von Herbert Grönemeyer initiierte Projekt Band für Afrika mit der Single Nackt im Wind Platz 3 der Charts.

## Band Aid II
Fünf Jahre später, 1989, wurde nach einer erneuten Dürre in Äthiopien ein zweites Band-Aid-Projekt formiert. Unter dem Namen Band Aid II wurde Do They Know It’s Christmas? ein zweites Mal aufgenommen; dieses Mal im typischen Sound der Produzenten Stock Aitken Waterman. Auch diese Aufnahme erreichte Platz 1 der britischen Charts, allerdings floppte sie in allen anderen Ländern.
Band Aid II bestand aus:

Bananarama, Big Fun, Bros, Cathy Dennis, D Mob, Jason Donovan, Kevin Godley, Glen Goldsmith, Kylie Minogue, The Pasadenas, Chris Rea, Cliff Richard, Jimmy Somerville, Sonia, Lisa Stansfield, Technotronic und Wet Wet Wet.

## Band Aid 20
20 Jahre nach Band Aid wurde Do They Know It’s Christmas? 2004 auf Anregung des Musik-Journalisten Dominic Mohan (von The Sun) neu aufgenommen. Wieder war der Anlass eine Hungersnot in Afrika, diesmal in Darfur im Sudan.
Produziert wurde die Single von Nigel Godrich.
Am ersten Verkaufstag (29. November 2004) wurde das Lied in Großbritannien 72.000 Mal verkauft (erste Woche: 290.000).
Die neue Formation Band Aid 20 besteht aus folgenden britischen und irischen Stars:
Bono, Keane, Paul McCartney, Sugababes, Skye Edwards (Morcheeba), Robbie Williams, Dido, Jamelia, Justin Hawkins (The Darkness), Chris Martin (Coldplay), Fran Healy (Travis), Beverley Knight, Busted, Ms. Dynamite, Danny Goffey (Supergrass), Katie Melua, Will Young, Natasha Bedingfield, Snow Patrol, Shaznay Lewis, Joss Stone, Rachel Stevens, The Thrills, Róisín Murphy (Moloko), Lemar, Estelle, Neil Hannon (The Divine Comedy), Feeder, Thom Yorke sowie Jonny Greenwood (beide Radiohead) und Dizzee Rascal.

## Band Aid 30
Zum 30. Jubiläum nahm Initiator Geldof eine Neuauflage des Liedes auf, um Geld zur Bekämpfung der Ebolaepidemie in Teilen Westafrikas zu sammeln. Deshalb wurden die Textzeilen „Where a kiss of love can kill you“ (Wo ein Kuss der Liebe dich töten kann) und „And there is death in every tear“ (Und es ist der Tod in jeder Träne) aufgenommen, was auf die Übertragung des Ebola-Virus über Körperflüssigkeiten bezogen ist.
Unter anderem wirkten folgende Musiker an der Formation mit: One Direction, Chris Martin (Coldplay), Sinéad O’Connor, Bono (U2), Robert Plant (Led Zeppelin), Guy Garvey (Elbow), Sam Smith, Ellie Goulding, Ed Sheeran, Olly Murs, Clean Bandit, Emeli Sandé, Rita Ora, Bastille, Paloma Faith. Am 15. November 2014 wurde die neue Version aufgenommen und mit der Erstausstrahlung in der Sendung The X Factor im britischen Fernsehen ging sie zwei Tage später in den Verkauf.
An einer französischen Version wirken unter anderem Carla Bruni, Johnny Hallyday und Daft Punk mit.

### Deutsche Version
Zum 30-jährigen Jubiläum von Do They Know It’s Christmas gab es zum ersten Mal eine Version des Liedes mit einem deutschen Text, geschrieben von Campino, Marteria, Thees Uhlmann und Sebastian Wehlings. Der Song wurde von Vincent Sorg, Tobias Kuhn und der Band Die Toten Hosen produziert, erschien am 21. November 2014 als Single und erreichte im Dezember 2014 Platz eins der deutschen Single-Charts.
Teilnehmer der deutschen Version von Band Aid 30 in der Reihenfolge ihres Einsatzes im Lied:
Campino, Philipp Poisel, Clueso, Seeed, Andreas Bourani, Ina Müller, Jan Delay, Marteria, Michi Beck von den Fantastischen Vier, Max Herre, Cro, Sportfreunde Stiller, Silbermond, Milky Chance, Max Raabe, Wolfgang Niedecken, Udo Lindenberg, Sammy Amara von den Broilers, Anna Loos, Peter Maffay, Thees Uhlmann, Gentleman, Patrice, Jan Josef Liefers, Adel Tawil, 2raumwohnung, Donots, Jennifer Rostock und Joy Denalane.

## Mitglieder der Band-Aid-Projekte bei Live Aid und Live 8
Zahlreiche der an den Band-Aid-Projekten teilnehmenden Künstler traten auch bei Live Aid sowie bei Live 8 auf. Während bei Live Aid die gesamte Band Aid auftrat, waren folgende Künstler (auch) an Live 8 beteiligt:
- Band Aid: Adam Clayton/U2, Bono/U2, Bob Geldof/The Boomtown Rats, Duran Duran, George Michael, Midge Ure, Sting und Paul McCartney;
- Band Aid II: Wet Wet Wet;
- Band Aid 20: Bono/U2, Keane, die Sugababes, Paul McCartney, Robbie Williams, Dido, Chris Martin/Coldplay, Fran Healy/Travis, Beverley Knight, Ms. Dynamite, Will Young, Natasha Bedingfield, Snow Patrol, Joss Stone, The Thrills und Feeder.

Außerdem sollten auch Kylie Minogue (Band Aid II) und Jamelia (Band Aid 20) bei Live 8 auftreten, zu diesen Auftritten kam es jedoch nicht.

## Ähnliche Projekte
Bob Geldofs Idee, die größten Stars des Vereinigten Königreichs für eine Benefiz-Single in einem Studio zu versammeln, zog weite Kreise und regte, meist auch im Zuge von Live Aid, Musiker in zahlreichen anderen Ländern zu ähnlichen Projekten an.
- Deutschland: Band für Afrika – Nackt im Wind
- Vereinigtes Königreich: One World Project
- Kanada: Northern Lights – Tears Are Not Enough
- Österreich: Austria für Afrika – Warum?, Die Neuen Österreicher – Kinder
- Jugoslawien: YU Rock Misija – Za milion godina
- Vereinigte Staaten: USA for Africa – We Are the World, Artists for Haiti – We Are the World 25 for Haiti, Hear ’n Aid – Stars

Im Jahre 2003 coverten zahlreiche durch Castingshows bekannt gewordene deutsche Musiker unter dem Namen TV Allstars den Song Do They Know It’s Christmas?, die Erlöse kamen der Aktion SOS-Kinderdörfer weltweit zugute.

## Kritik
Den Band Aid-Projekten wird vorgeworfen, einen unreflektierten Blick auf den afrikanischen Kontinent zu generieren und die Menschen dort in eine reine Opferrolle zu drängen.
Bereits einen Tag nach Veröffentlichung distanzierte sich der am Projekt Band Aid 30 beteiligte Sänger Patrice von seiner Teilnahme: „Ich habe viele Verwandte in Sierra Leone, einem der stark betroffenen Länder. Die Verbreitung von krassestem ‚Charity Porn‘, wie in der Anfangssequenz des Videos gezeigt, geht mir daher vielleicht besonders nah. Ich kann und will das jedenfalls nicht schweigend hinnehmen.“ Bezogen auf das Logo von Band Aid 30 kritisierte er, dass dieses den afrikanischen Kontinent zeige, obwohl von der Ebola-Epidemie nur drei Länder betroffen seien.

## Auszeichnungen für Musikverkäufe
| Goldene Schallplatte - Dänemark - 2013: für das Streaming Do They Know It’s Christmas? - Portugal - 2023: für die Single Do They Know It’s Christmas? Platin-Schallplatte - Italien - 2023: für die Single Do They Know It’s Christmas? (Band Aid 30) - Kanada - 1985: für die Single Do They Know It’s Christmas? | 2× Platin-Schallplatte - Neuseeland - 2022: für die Single Do They Know It’s Christmas? 3× Platin-Schallplatte - Australien - 2023: für die Single Do They Know It’s Christmas? - Dänemark - 2023: für die Single Do They Know It’s Christmas? |

Anmerkung: Auszeichnungen in Ländern aus den Charttabellen bzw. Chartboxen sind in ebendiesen zu finden.
| Land/RegionAuszeichnungen für Musikverkäufe (Land/Region, Auszeichnungen, Verkäufe, Quellen) | Gold     | Platin       | Verkäufe  | Quellen                   |
| -------------------------------------------------------------------------------------------- | -------- | ------------ | --------- | ------------------------- |
| Australien (ARIA)                                                                            | —        | 3× Platin3   | 210.000   | aria.com.au               |
| Dänemark (IFPI)                                                                              | Gold1    | 3× Platin3   | 270.000   | ifpi.dk                   |
| Deutschland (BVMI)                                                                           | 2× Gold2 | —            | 450.000   | musikindustrie.de         |
| Italien (FIMI)                                                                               | —        | Platin1      | 100.000   | fimi.it                   |
| Kanada (MC)                                                                                  | —        | Platin1      | 100.000   | musiccanada.com           |
| Neuseeland (RMNZ)                                                                            | —        | 2× Platin2   | 60.000    | aotearoamusiccharts.co.nz |
| Portugal (AFP)                                                                               | Gold1    | —            | 5.000     | Einzelnachweise           |
| Vereinigte Staaten (RIAA)                                                                    | Gold1    | —            | 500.000   | riaa.com                  |
| Vereinigtes Königreich (BPI)                                                                 | —        | 8× Platin8   | 4.800.000 | bpi.co.uk                 |
| Insgesamt                                                                                    | 5× Gold5 | 18× Platin18 |           |                           |